# تو نمی‌دونی (ترانه برلین)
«تو نمی‌دونی» (انگلیسی: You Don't Know) آهنگی از گروه آمریکایی، برلین است که در سال ۱۹۸۶ به‌عنوان سومین تک‌آهنگ از چهارمین آلبوم استودیویی آن‌ها تا سه بشمار و دعا کن منتشر شد.